# Hotot-en-Auge
Hotot-en-Auge è un comune francese di 314 abitanti situato nel dipartimento del Calvados nella regione della Normandia.

## Società

### Evoluzione demografica
Abitanti censiti